# Uncarina

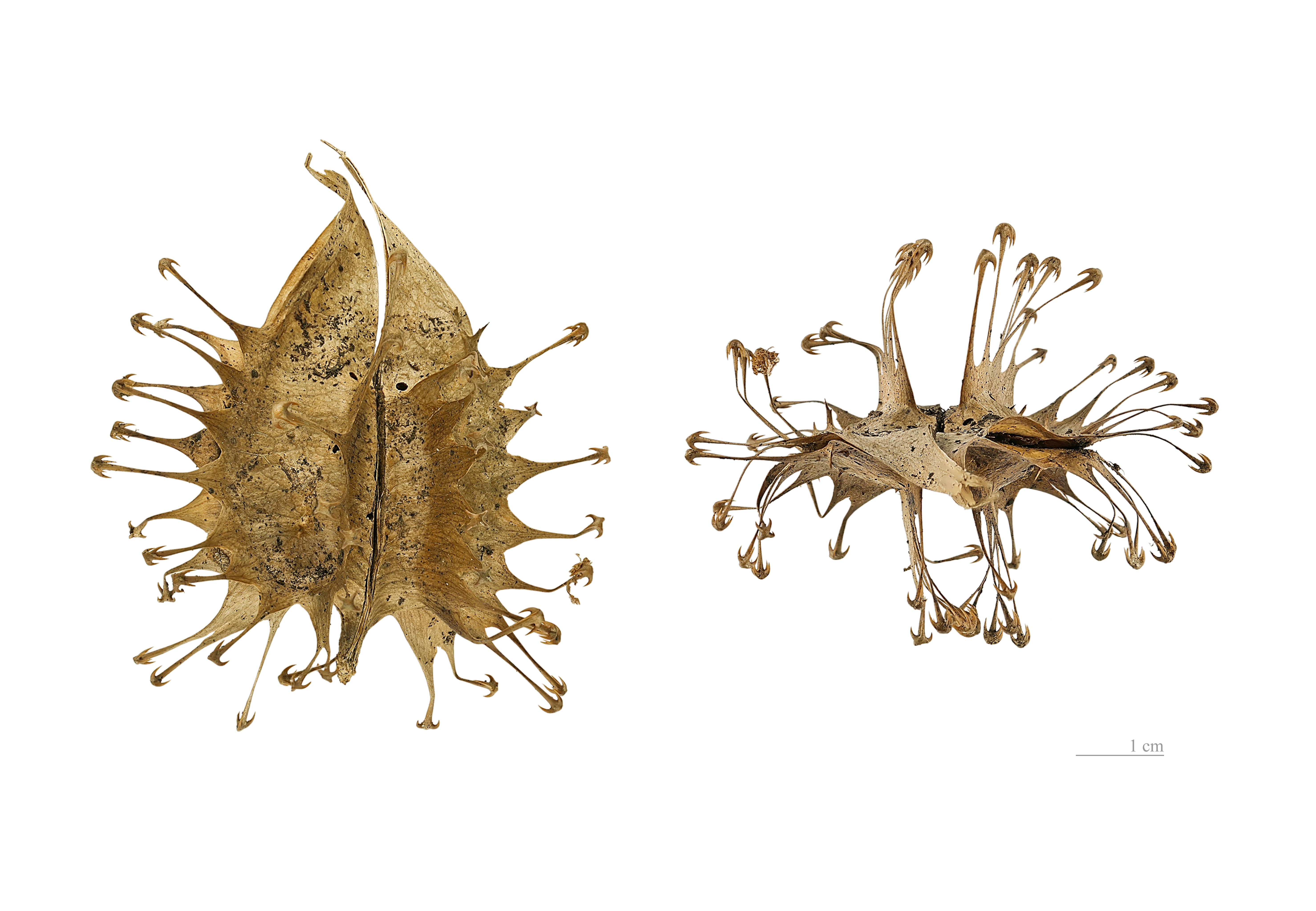
Uncarina ankaranensis

Uncarina é um género botânico pertencente à família Pedaliaceae.
O Gênero é composto de árvores pequenas ou arbustos com folhas caducas originárias de Madagascar.

## Espécies
Segundo o The Plant List, as espécies aceites são:
- Uncarina abbreviata
- Uncarina dimidiata
- Uncarina grandidieri
- Uncarina leptocarpa
- Uncarina peltata

## Nome e referências
'Uncarina ( Baill. ) Stapf